# جون أ. ماكدوغال
جون أ. ماكدوغال (بالإنجليزية: John A. McDougall)‏ هو طبيب أمريكي، ولد في 17 مايو 1947 في ديترويت في الولايات المتحدة.

## وصلات خارجية
- الموقع الرسمي
- جون أ. ماكدوغال على موقع IMDb (الإنجليزية)